# تاریخ جهانگشای، نسخه خوافی
نسخه خوافی یکی از دست‌نویس‌های تاریخ جهانگشای جوینی است به‌قلم شخصی به نام «رشید خوافی»، که آن را در چهارم ذی‌الحجه سال ۶۸۹ ه‍.ق، دقیقاً هشت سالِ تمام پس از درگذشت خود نویسنده این اثر (عطاملک جوینی) به پایان رساند. نسخه خوافی قدیمی‌ترین نسخه شناخته‌شده از این کتاب است و امروزه در مجموعه کتابخانه ملی فرانسه نگهداری می‌شود. این نسخه و ۶ نسخه دیگر از تاریخ جهانگشای موجود در کتابخانه ملی فرانسه به‌دست محمد قزوینی، ادیب ایرانی، برای تصحیح این کتاب مورد بهره قرار گرفتند. نسخه خوافی که از دست‌نویس‌های کامل بود، به‌دلیل داشتن تقدم زمانی، مهم‌ترین مرجع قزوینی برای انجام کار تصحیح به‌حساب می‌آمد.

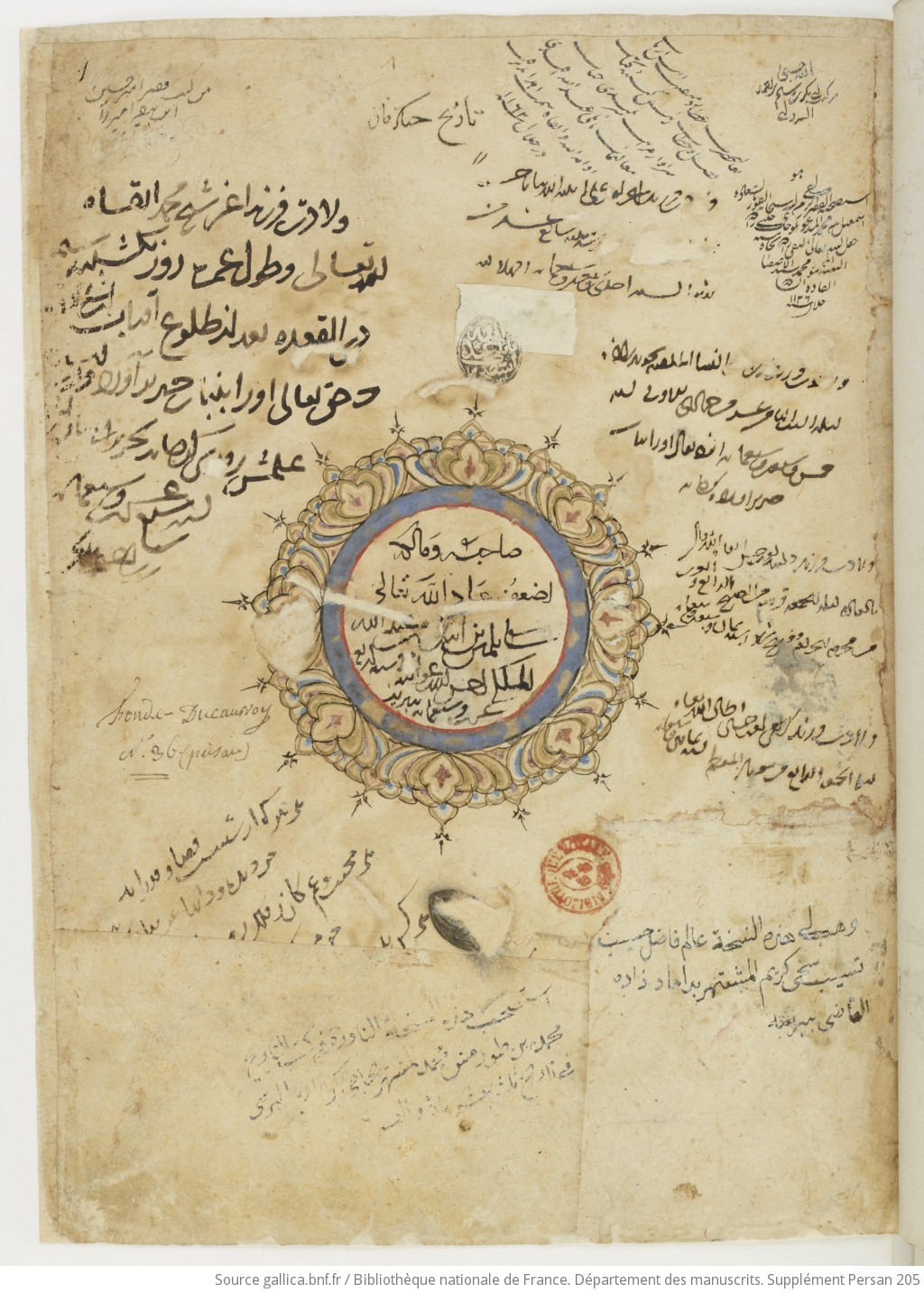
آغاز نسخه خوافی و امضاهای متعدد بر آن. اثر امضای حسین بایقرا به‌صورت نوشته «من کتب فقیر امیرحسین ابن بیقرا میرزا» در سمت چپ، گوشه بالا قابل مشاهده است.

نسخه خوافی در قطع ۳۳×۲۵٫۵ سانتی‌متر و با ۱۷۴ ورق، شامل ۳۴۸ صفحه و هر صفحه شامل ۲۷ سطر به خط نسخ تهیه‌شده است. در آغاز نسخه یک شمسه وجود دارد که در مرکز آن نام شخصی با نام «ساتیلمیش بن اَیبَک بن عبدالله الملکی» به‌تاریخ سال ۷۲۴ ه‍.ق در تبریز دیده می‌شود. با گذشت سال‌ها، امضای مالکیت اشخاص مختلفی که این نسخه بین‌شان دست‌به‌دست می‌گشت بر روی همان برگ ثبت گردید و از جمله آنان، حسین بایقرا، واپسین پادشاه نامی تیموریان ایران بود. نسخه خوافی بعداً به عثمانی برده شد و از مالکان عثمانی آن نیز چند امضاء به‌جامانده است. سرانجام تحت مالکیت فرانسه قرار گرفت و نشان شارل دهم بر آن درج گردید.

## شیوه نگارش
برخی ویژگی‌های نگارشی این نسخه عبارت‌اند از:
- عدم وجود ذال معجم با چند استثناء مانند «پذر» و «نیافریذ».
- جز در موارد اندکی، تمام واژگان دارای «گ، چ، پ، ژ» با حروف «ک، ج، ب، ز» نوشته شده‌اند. در هیچ موردی حرف «گ» دیده نمی‌شود.
- واژگانی با همزه پس از الف مانند «قائم»، «دائم» و «عشائر» یا با «ی» به‌صورت «قایم»، «دایم» و «عشایر»، یا کلاً ساده به‌صورت «قاںم»، «داںم» و «عشاںر» نوشته شده‌اند.
- حرف اضافه «به» در همه‌جا به واژه پس از خود چسبیده است؛ مانند «بدست»، «بروز» و «باصفهان».
- واژگانی مانند «آنکه»، «بلکه»، «چنانکه» و «هرچه» را بدون هیچ استثنایی این‌طور می‌نویسد: «آنک»، «بلک»، «چنانک» و «هرچ».
- در پاره‌ای موارد حرف «س» با سه نقطه و چنین نوشته می‌شود: «غڛل برآورد» و «ڛرحد هندوستان».
- واژگانی مانند «از این»، «از ایشان»، «بر او» و «در این» را بدون استثناء این‌طور می‌نویسد: «ازین»، «ازیشان»، «برو» و «درین».

## نگارگری

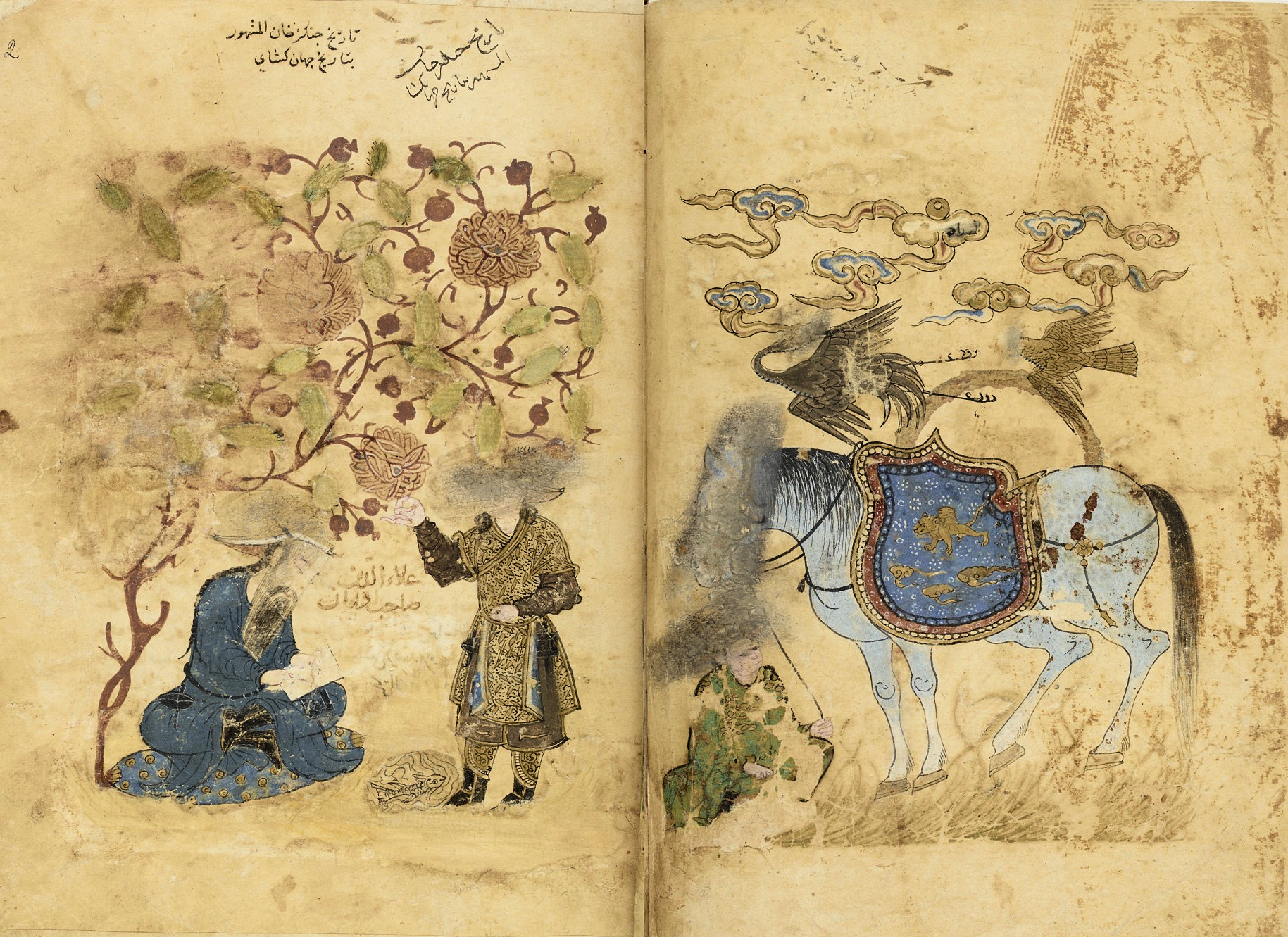
نگاره نسخه خوافی که از کارهای متأخر مکتب بغداد به‌شمار می‌آید.

این نسخه دارای یک پرده نقاشی در دو صفحه به سبک مکتب بغداد است. تصویر یک حاکم مغول درحال مشاهده یک درخت انار پربار با گل‌هایی انتزاعی دیده می‌شود که زیر درخت شخصی سرگرم نوشتن است. با توجه به نوشته «علاءالدین صاحب‌دیوان» در کنار نقش او، باید نماینگر عطاملک جوینی باشد. هویت حاکم مغولی که چهره‌اش مخدوش شده مشخص نیست. کتابخانه ملی فرانسه احتمال داده که اباقا، دومین ایلخان ایران باشد. جرج لین، مورخ بریتانیایی، او را ارغون آقا، حاکم پیشا ایلخانی ایران از طرف دربار امپراتوری مغول دانسته است. در کنار پای حاکم مغول، حوضی با یک ماهی درون وجود دارد که نگاه این ماهی به سمت حاکم است.
در سوی دیگر، نقش یک تیمارگر اسب وجود دارد. زین اسب منقوش به نشان شیر و خورشید است. بالای سر اسب نیز نقش درنایی میان ابرها دیده می‌شود که توسط یک عقاب دنبال می‌شود. تأثیر نگارگری چینی بر نوع ترسیم ابرها، درنا و گل‌های درخت انار که شبیه گل‌های صدتومانی ترسیم شده‌اند قابل مشاهده است. با توجه به نگاره نسخه خوافی، احتمال داده‌اند که کل نسخه در بغداد تهیه‌شده باشد. علی‌رغم آسیب‌هایی که بغداد در زمان یورش مغول در سال ۶۵۶ ه‍.ق متحمل شد، این شهر تا زمان تأسیس ربع رشیدی و آغاز مکتب تبریز اول همچنان مرکز تولید نسخه‌های خطی مصور به‌حساب می‌آمد.
علی‌رغم شناسایی بیش از ۵۰ نسخه از تاریخ جهانگشای که نمایانگر محبوبیت قابل‌ملاحظه این اثر است، اما تنها ۲ مورد آن‌ها مصورند: یکی نسخه خوافی و دیگری یک نسخه مربوط به دوره تیموری با ۶ نگاره که مانند نسخه خوافی در کتابخانه ملی فرانسه است.